# Danny Lathouwers
Danny Lathouwers (* 27. Oktober 1968 in Bilzen; eigentlich Daniël Lathouwers) ist ein belgischer Snookerspieler aus Limburg. Er ist Amateureuropameister und zweifacher belgischer Meister.

## Karriere
Danny Lathouwers begann erst spät mit 17 Jahren mit dem Snookerspielen. Trotz einer Beeinträchtigung – auf dem linken Auge hat er nur ein Sehvermögen von 12 Prozent –, gehörte er sofort zu den besten Spielern in seiner Region und gewann lokale Titel. In den frühen 1990er Jahren spielte er auch bei Turnieren von internationalem Rang wie dem Humo Masters und den Dutch Open, an denen auch Profispieler teilnahmen. Sein erster großer Erfolg war der Titel als belgischer Meister: 1993 besiegte er im Finale Stefan Van Der Borght mit 7:2. Daraufhin durfte er an der folgenden Amateurweltmeisterschaft teilnehmen, wo er trotz 4:3 Siegen nicht über die Gruppenphase hinauskam. Bei der Europameisterschaft 1994 absolvierte er aber die Gruppenrunde erfolgreich und nach zwei weiteren Siegen über britische Spieler erreichte er das Finale. Dort traf er erneut auf seinen Landsmann Van Der Borght. Mit einem klaren 8:2-Sieg sicherte er sich als erster Belgier den Europameistertitel. Bei der belgischen Meisterschaft im selben Jahr erreichte er erneut das Finale, verlor seinen Titel aber gegen Yvan Van Velthoven.
1995 nahm Lathouwers erstmals an der Minor Tour des Profiweltverbands WPBSA teil und erreichte einmal das Viertelfinale, das er gegen Ken Doherty verlor. In der Saison 1996/97 spielte er erstmals auf der damals noch offenen Profitour. Bei der Benson & Hedges Championship besiegte er Spieler wie Antony Bolsover – immerhin Nummer 86 der Weltrangliste – und Mark Fenton und erreichte die Runde der Letzten 32. Bei den Ranglistenturnieren musste er aber durch zahlreiche Qualifikationsrunden. Zweimal kam er bis in Runde 4 und bei der Weltmeisterschaft erreichte er Runde 3. Im Jahr darauf wurde das Profisnooker in eine Main Tour und eine 2. Liga, die UK Tour, aufgeteilt. Seine Ergebnisse genügten nicht, um sich weiter für die großen Turniere zu qualifizieren. Er nahm in den folgenden Jahren noch mehrmals an den offenen Turnieren wie der Weltmeisterschaft teil, aber die Main-Tour-Qualifikation gelang ihm nicht. Seine beste Weltranglistenposition war Platz 251 am Ende der Saison 1998/99. Anfang der 2000er zog er sich zwei Jahre lang vollständig vom Snookersport zurück und konzentrierte sich beruflich auf den familieneigenen Blumenhandel.
Mit 39 Jahren erreichte Lathouwers 2008 zum dritten Mal das Finale der belgischen Landesmeisterschaft und mit einem 7:2-Sieg über Kevin Van Hove sicherte er sich seinen zweiten nationalen Titel. Anschließend überstand er bei der Amateur-WM im dritten Anlauf erstmals die Gruppenrunde, schied dann in der ersten Hauptrunde aber gegen den Iren Brendan O’Donoghue aus.
Neben seinen zwei nationalen Meistertiteln im Herrenturnier wurde er 1998 auch belgischer Meister im Doppel, zwei weitere Male (1993 und 2008) erreichte er das Finale in dieser Kategorie. Zweimal stand er auch auf Platz 1 der belgischen Jahresrangliste und gewann 12 regionale Meisterschaften in Limburg bzw. Lüttich.

## Erfolge
Amateurturniere:
- Europameister (1994)
- Belgischer Meister (1993, 2008)
- Belgischer Meister im Doppel (1998)